# Нануки (микрорегион)

Нануки на карте.

Нануки (порт. Microrregião de Nanuque) — микрорегион в Бразилии, входит в штат Минас-Жерайс. Составная часть мезорегиона Вали-ду-Мукури. Население составляет 	118 762	 человека (на 2010 год). Площадь — 	8483,972	 км². Плотность населения — 	14,00	 чел./км².

## Демография
Согласно сведениям, собранным в ходе переписи 2010 г. Национальным институтом географии и статистики (IBGE), население микрорегиона составляет:						
| Полное население                             | Полное население                             | Полное население                             | Полное население                             | 118 762 |
| -------------------------------------------- | -------------------------------------------- | -------------------------------------------- | -------------------------------------------- | ------- |
| в том числе:                                 | Городское население                          | 91 179                                       | Процент городского населения, %              | 76,77   |
|                                              | Сельское население                           | 27 583                                       | Процент сельского населения, %               | 23,23   |
|                                              | Мужское население                            | 59 408                                       | Процент мужского населения, %                | 50,02   |
|                                              | Женское население                            | 59 354                                       | Процент женского населения, %                | 49,98   |
| Плотность населения, чел/км²                 | Плотность населения, чел/км²                 | Плотность населения, чел/км²                 | Плотность населения, чел/км²                 | 14,00   |
| Население микрорегиона в % к населению штата | Население микрорегиона в % к населению штата | Население микрорегиона в % к населению штата | Население микрорегиона в % к населению штата | 0,61    |

## Статистика
- Валовой внутренний продукт на 2003 год составляет 450 676 414,00 реалов (данные: Бразильский институт географии и статистики).
- Валовой внутренний продукт на душу населения на 2003 год составляет 3810,76 реалов (данные: Бразильский институт географии и статистики).
- Индекс развития человеческого потенциала на 2000 год составляет 0,663 (данные: Программа развития ООН).

## Состав микрорегиона
В составе микрорегиона включены следующие муниципалитеты:
1. Бертополис
2. Карлус-Шагас
3. Кризолита
4. Фронтейра-дус-Валис
5. Машакалис
6. Нануки
7. Санта-Элена-ди-Минас
8. Серра-дуз-Айморес
9. Умбуратиба
10. Агуас-Формозас